# 小見古墳群
小見古墳群（おみこふんぐん）は、埼玉県行田市小見にある古墳群である。国の史跡小見真観寺古墳などを含む。

## 概要
小見古墳群の名は行田市大字小見による。現在、前方後円墳2基、円墳2基が存在。
- 小見真観寺古墳 - 前方後円墳（国の史跡）
- 虚空蔵山古墳 - 前方後円墳（一部現存。埼玉県選定重要遺跡）
- 籠山古墳 - 円墳
- 天神山古墳 - 円墳

## 古墳ギャラリー

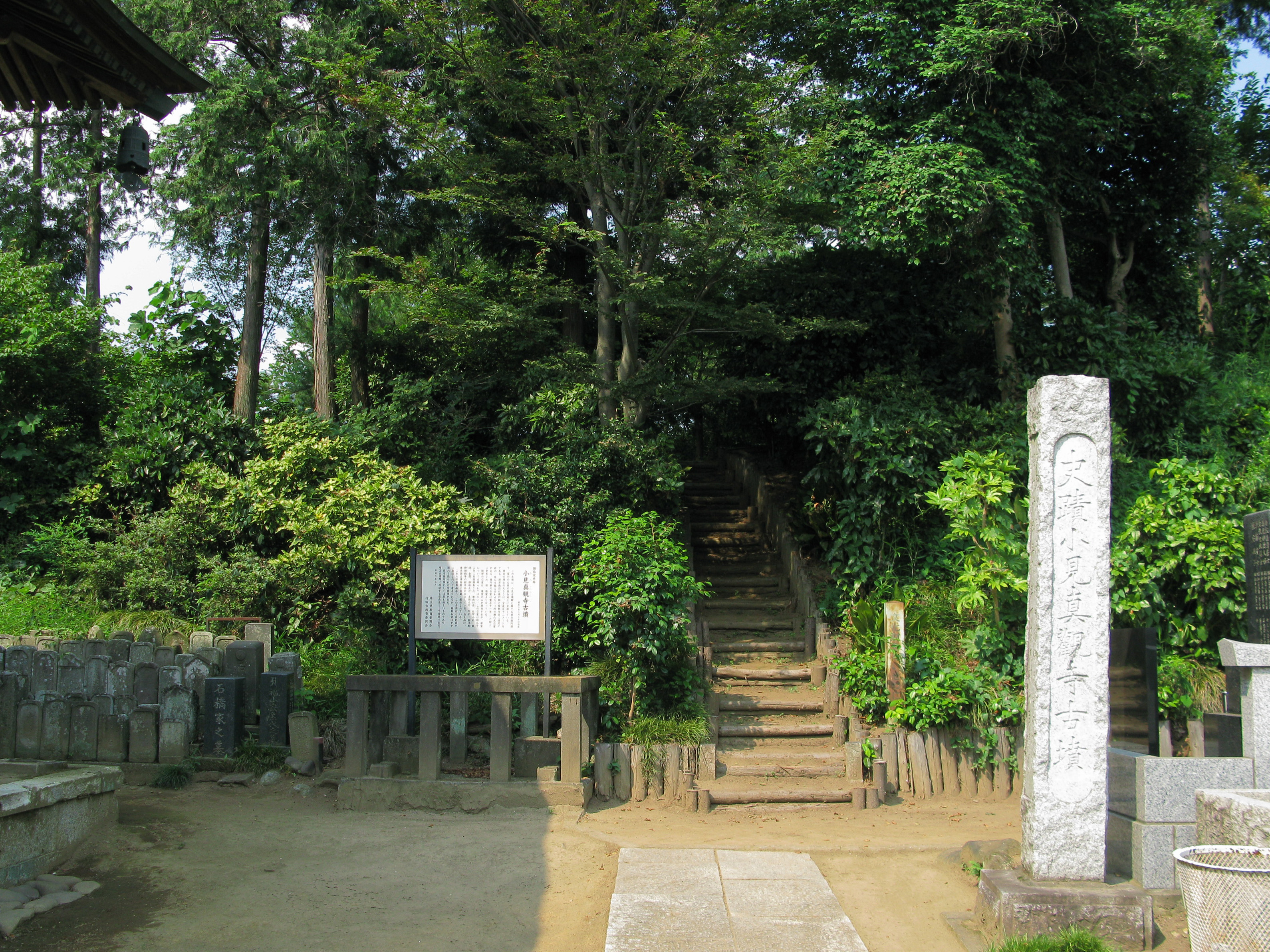
小見真観寺古墳
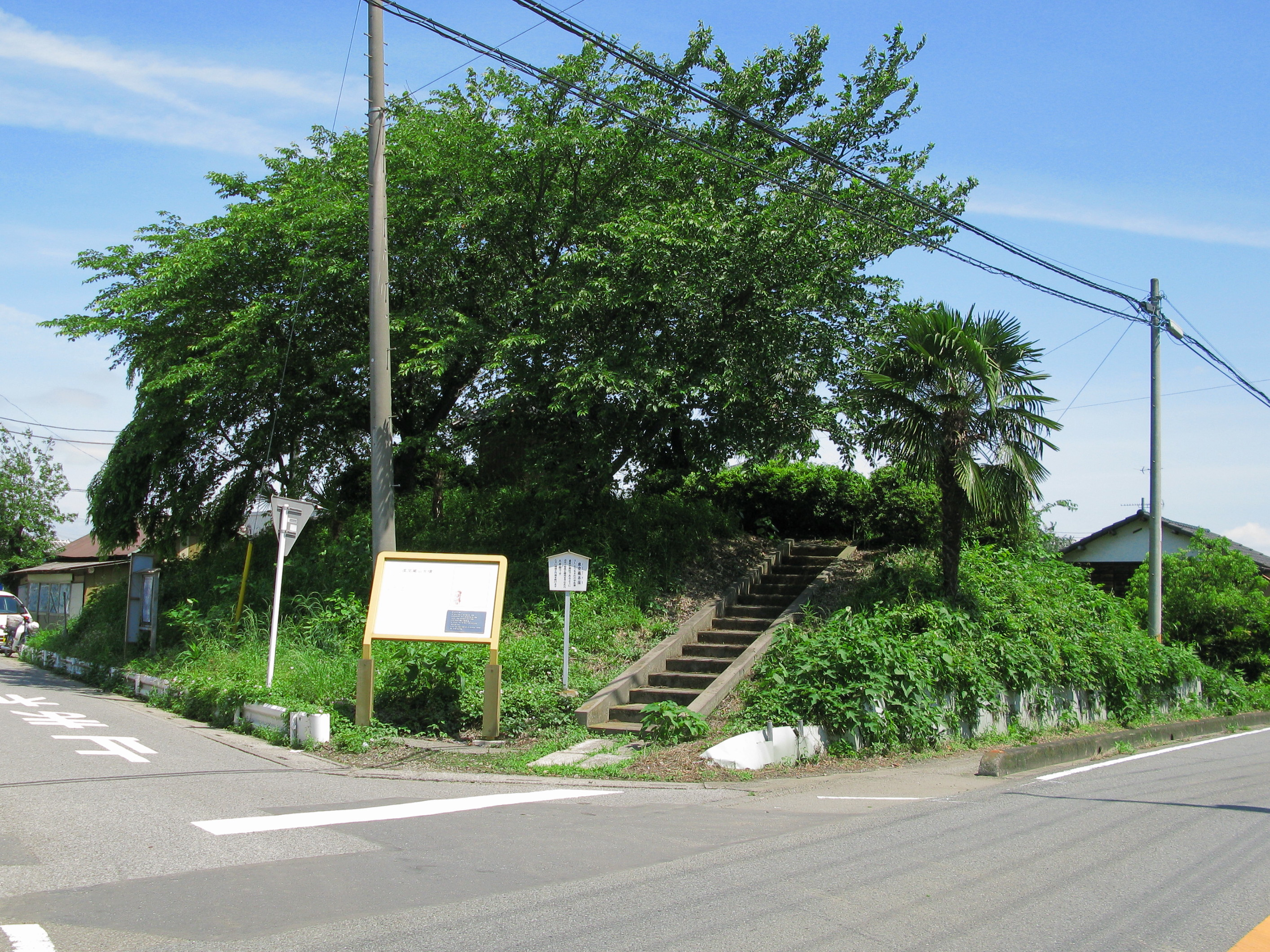
虚空蔵山古墳